# Natriummethanthiolat
Natriummethanthiolat ist eine chemische Verbindung des Natriums aus der Gruppe der Thiolate.

## Gewinnung und Darstellung
Natriummethanthiolat kann durch Reaktion von Dimethyldisulfid in Tetrahydrofuran mit Natrium gewonnen werden.
Alternativ kann die Verbindung auch durch Zugabe von Methanthiol zu einer Lösung von Natriumethoxid in Ethanol hergestellt werden.

## Eigenschaften
Natriummethanthiolat ist ein hellbrauner, feuchtigkeitsempfindlicher, luftempfindlicher Feststoff mit unangenehmem Geruch, der leicht löslich in Wasser ist. Er zersetzt sich bei Erhitzung.

## Verwendung
Natriummethanthiolat wird als Nukleophil (CH3S−) in der organischen Synthese eingesetzt. Es wird auch als Reagenz zur Synthese von Vorinostat-Analoga auf Thiolbasis verwendet.